# 科罗拉多州立大学普韦布洛分校
科罗拉多州立大学普韦布洛分校（英文：Colorado State University Pueblo (CSU Pueblo)）是一所科罗拉多州普韦布洛的公立大学，同时也是科罗拉多州立大学的一所分校。

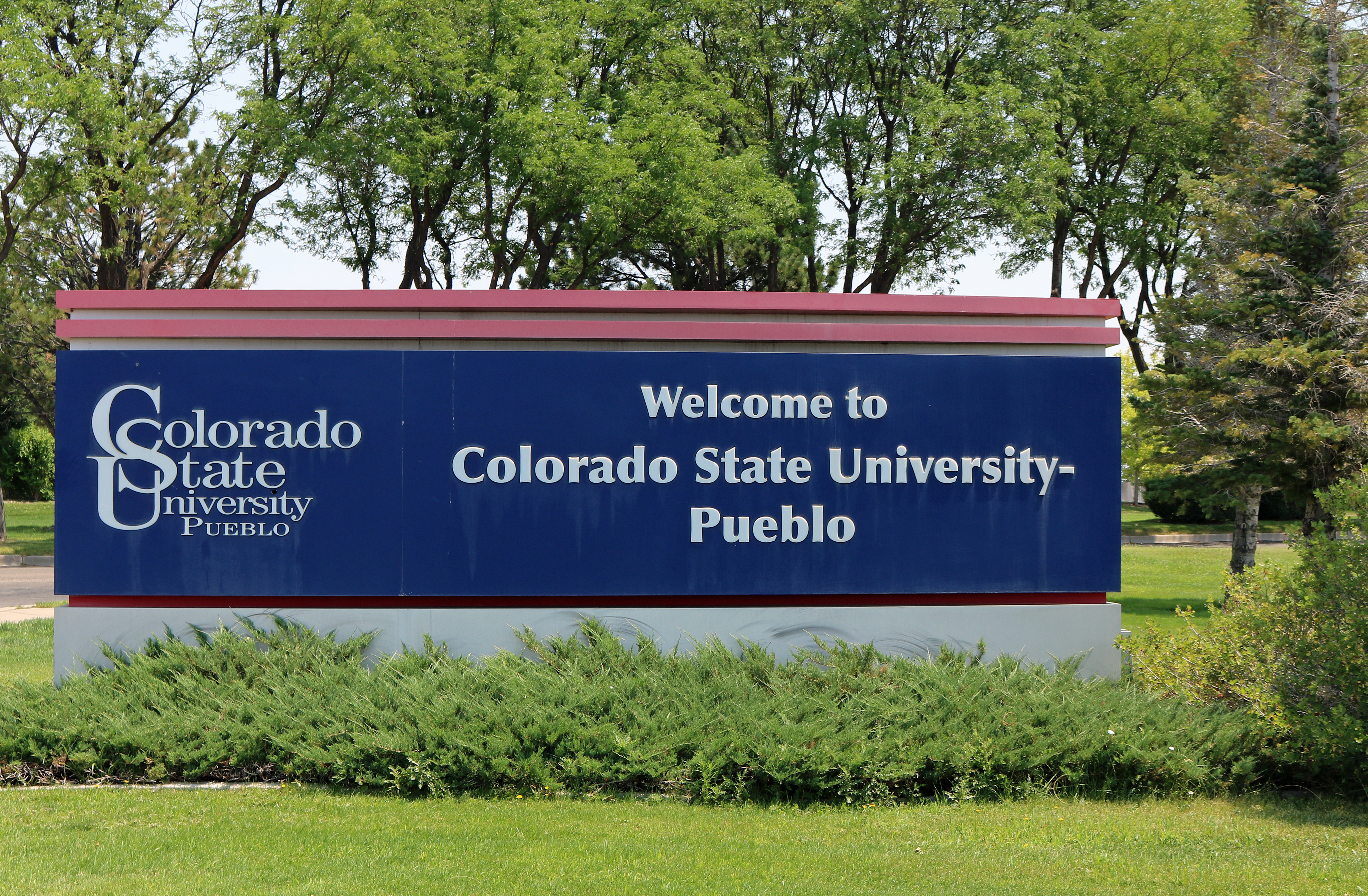
大学门口的欢迎标志